# Marigot (Saint-Martin)
Marigot – stolica i największe miasto francuskiego terytorium zależnego Saint-Martin. Według danych szacunkowych na dzień 1 stycznia 2012 roku liczyło 3 672 mieszkańców.